# Röbäcks kapell
Röbäcks kapell är ett begravningskapell som ligger på Röbäcks kyrkogård i Umeå. Det tillhör Tegs församling i Luleå stift. Kapellet har plats för 100 personer.

## Kapellet
Kapellet uppfördes 1975 efter ritningar av arkitekt Carl Hampus Bergman. Ytterväggarna är klädda med vitt tegel och taket är klätt med plåt. Kyrkorummet har vita tegelväggar, golv belagt med kalksten och tak klätt med obehandlad träpanel. Bänkinredningen är fast.
Söder om byggnaden finns en fristående klockstapel.